# مورسرخ
مورسرخ یک روستا در ایران است که در شهرستان سیرجان واقع شده‌است. مورسرخ ۲۳ نفر جمعیت دارد.